# Martorelles
Martorelles est une commune de la province de Barcelone, en Catalogne, en Espagne, de la comarque du Vallès Oriental.

## Économie
L'entreprise euroise Compin a racheté le site de production Fainsa.